# Combat naval (Kapeller)
Pour les articles homonymes, voir Combat naval.
Combat naval est une œuvre notable du peintre marseillais Jean-Joseph Kapeller (1702-1790). Il fait partie du fonds de peintures anciennes des collections du musée des beaux-arts de Marseille.

## Description
La toile, parfois mentionnée comme un Combat entre une galère et des frégates, peinte également à Marseille, est de taille moyenne (73 × 125 cm). Elle est signée au bas à gauche Kapeller F. Ce combat naval oppose des embarcations aux forces inégales, une galère tentant de résister à des imposants vaisseaux de guerre. À l'entrée d'un port, non loin d'une citadelle, deux frégates aux voiles gonflées par la brise sont au repos. L'une d'elles tire le canon et de ses écoutilles s'échappent d'épais nuages de fumée. Prête à lui tenir tête, une galère s'est avancée, faisant force de rames, et son artillerie a déjà répondu à l'attaque. Sur le rivage à gauche, un homme et une femme s'enfuient tandis que des pêcheurs retirent précipitamment leurs filets.

## Analyse
Au siècle des Lumières, la politique maritime de la France est profondément remise en cause. Démocratisation des connaissances, uniformisation des constructions sont les grandes lignes de cette politique. Dans un contexte où l'Angleterre domine les océans, le pouvoir royal prend conscience de l'absolue nécessité de maintenir et d'augmenter la flotte. Les peintres sont là pour faire œuvre de propagande en magnifiant les flottes du royaume. La peinture de marine, considérée comme une approche politique, est donc un instrument utilisé par le pouvoir pour se mettre en scène, positionner la France comme une nation maritime, illustrer la grandeur du pays dans ses réussites et ses progrès, susciter une fierté nationale. Ce tableau documente de manière détaillée une bataille navale au XVIIIe siècle. Jean-Joseph Kapeller exécute souvent dans ses tableaux le « portrait » des navires de son époque.

## Contexte historique
Au XVIIIe siècle, les peintres développent les mêmes sources d'inspiration que leurs prédécesseurs : les combats navals et les vues panoramiques de ports. En 1746, Vernet est agréé à l'Académie de peinture en qualité de peintre de marine et Kapeller s'inspire de ce grand peintre pour ses propres peintures. Ces peintres sélectionnés bénéficient d’honneurs, de gratifications et de protections.